# Polidoro da Caravaggio

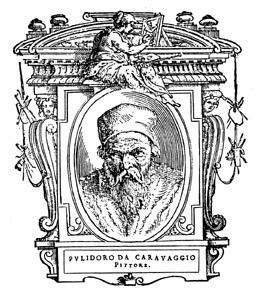
Porträt von Polidoro in Vasaris Vite de' più eccellenti pittori... (1568)

Polidoro da Caravaggio (eigentlich Polidoro Caldara; * um 1492 in Caravaggio; † 1543 in Messina) war ein italienischer Maler des Manierismus in Rom, Neapel und auf Sizilien.

## Leben

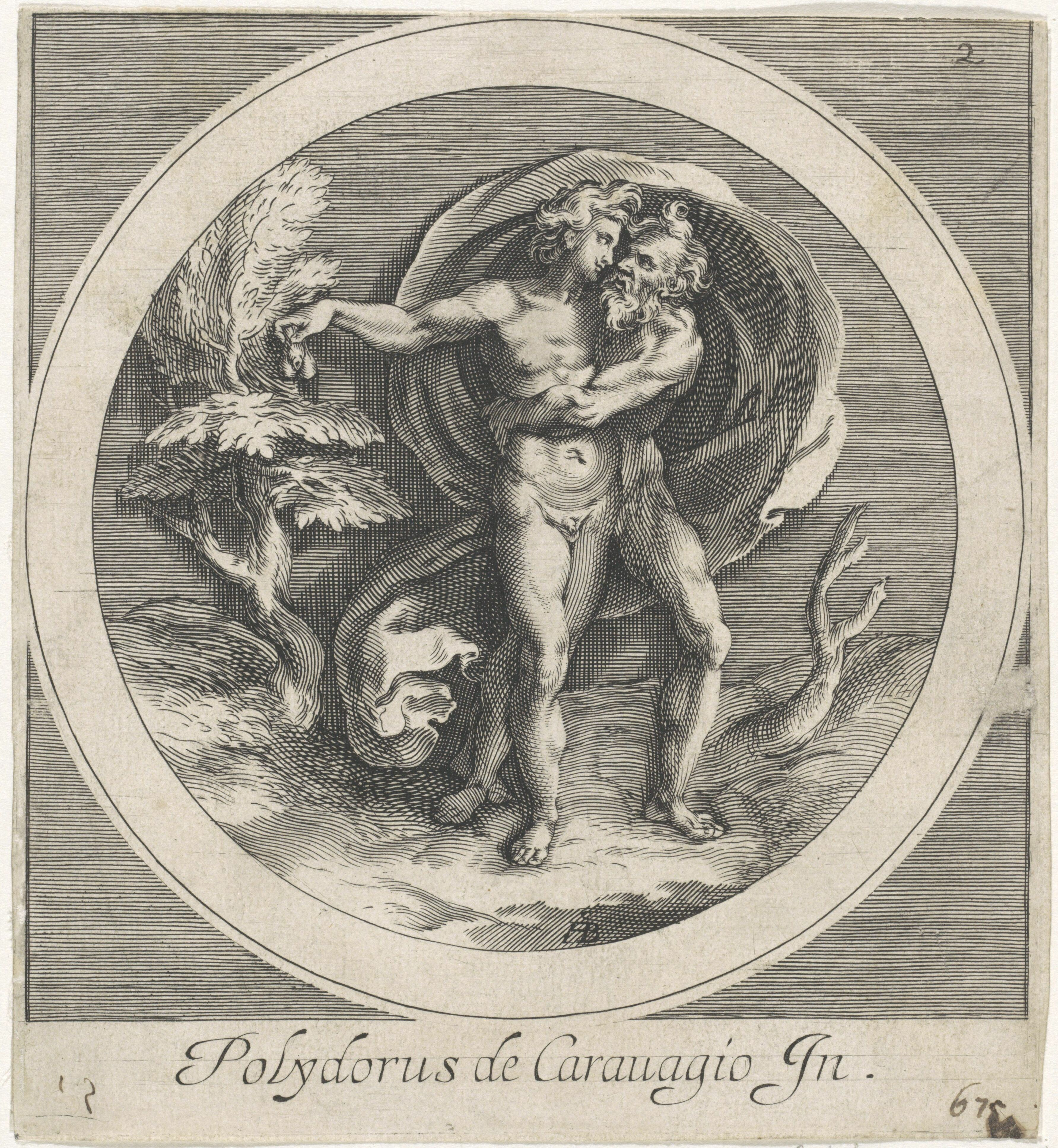
Zeus und Ganymed

### Rom
Laut dem Maler und Biografen Giorgio Vasari kam Polidoro im Alter von achtzehn Jahren nach Rom, wo er als Maurergehilfe beim Bau der Loggien im Vatikan tätig war. Eine Schülerschaft bei Raffael ist unwahrscheinlich; er trat eher in die Werkstatt von Giulio und Giovanni da Udine bei, die sich kurz vor oder nach dem Tod Raffaels gegründet hatte, um die Malereien in den Loggien fertigzustellen. Seine ersten künstlerischen Anerkennungen erhielt er, als er gemeinsam mit dem Antikenzeichner Maturino da Firenze (1490–1528) zahlreiche Gebäudefassaden mit monochromem Sgraffito versah. Inhaltlich griff Polidoro dabei meist auf Ereignisse der römischen Geschichte und Geschichten der antiken Mythologie zurück.
Beeindruckt waren die römischen Auftraggeber insbesondere von seiner Kenntnis der Antike und dem neuen, für seine Zeitgenossen völlig ungewohnten Chiaroscuro in seinen Schöpfungen. Neuland betrat der Künstler auch, indem er der Landschaftsmalerei ein eigenständiges Gewicht verlieh. Beispielhaft ist das Fresko „Szenen aus dem Leben der Heiligen Katharina und der Heiligen Magdalena“ in der römischen Kirche San Silvestro al Quirinale, bei dem wohl erstmals in der italienischen Kunstgeschichte die winzigen biblischen Figuren nur noch als Staffage für eine Ideallandschaft dienen. Der Sacco di Roma (1527) und eine Pestepidemie (1528), der auch sein Künstlerkollege Maturino zum Opfer fiel, veranlassten den Künstler, Rom in Richtung Neapel zu verlassen. Dort setzte er seine Tätigkeit als Fassadenmaler fort und malte einige Tafelbilder, darunter eine „Grablegung“ (um 1527).

### Messina

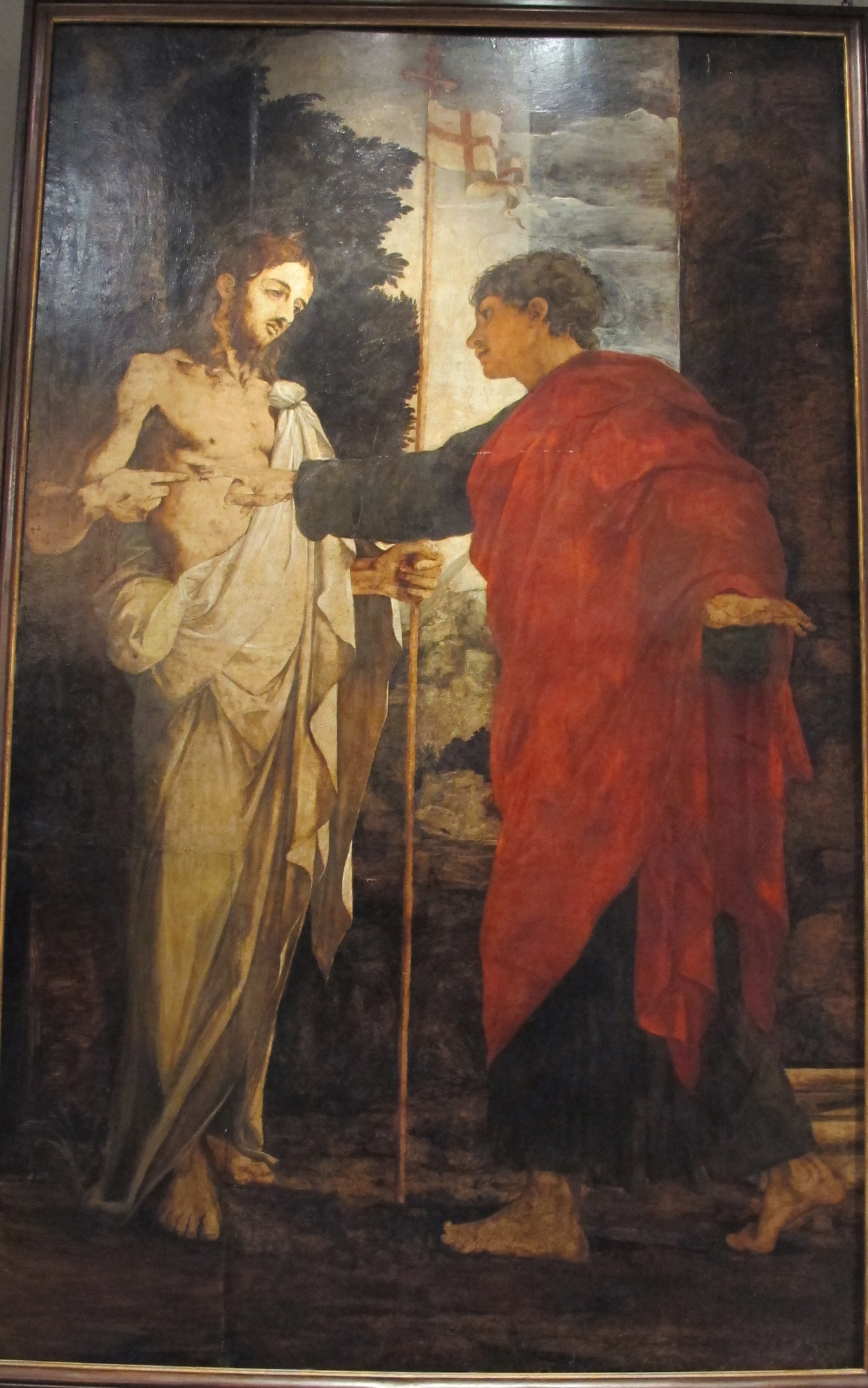
Christus und der ungläubige Thomas, ca. 1531–35, Courtauld Institute of Art, London

Kurz nach 1530 ging er nach Messina, wo im Auftrag des spanischen Konsuls Pietro Ansalone für die Kapelle der katalanischen Bruderschaft sein berühmter „Aufstieg zum Kalvarienberg“ (1530/34) entstand. 1535 beauftragte die Stadt Messina den Künstler, ein hölzernes Triumphtor zu bemalen, das Kaiser Karl V. nach seinem Sieg in Tunesien feiern sollte. Dies ist die letzte datierte Nachricht über sein Schaffen. Auch sind aus dieser Zeit keine weiteren Gemälde bekannt, da dem Erdbeben von 1783 und dem großen Erdbeben von Messina 1908 fast alle Bauwerke mit der darin befindlichen Kunst zum Opfer fielen.
Polidoro da Caravaggio starb 1543 eines gewaltsamen Todes. Einige Biografen nennen seinen Schüler Tonno Calabrese als Täter, der ihn kurz vor seiner Abreise nach Rom ermordet haben soll, um an sein Geld zu kommen, und anschließend soll er die Leiche vor die Tür der Geliebten von Polidoro gelegt haben. Polidoro wurde auf dem Friedhof der Karmeliter begraben. Neben Antonio Catalano, Stefano Giordano, Jacopo Vigneri und Mariano Riccio war Deodato Guinaccia sein wichtigster Schüler in Messina.

## Werke
Gemälde
- The National Gallery (London) Der Weg zum Kalvarienberg, Ölskizze zum gleichnamigen Bild in Neapel (1534) und zugeschrieben ein Ritter der Johanniter (1528–1530)
- The Royal Collection (Windsor) Psyche auf dem Felsen und elf bemalte Holzverkleidungen aus einem Palast
- Courtauld Institute of Art (London): Der ungläubige Thomas
- Museo Nazionale di Capodimonte (Neapel): Grablegung (um 1527)
- Museo Nazionale di Capodimonte (Neapel): Aufstieg zum Kalvarienberg (1530/34)

Zeichnungen (Auswahl)
- The Art Institute of Chicago: 10 Handzeichnungen
- Biblioteca Ambrosiana (Wien): 26 Zeichnungen
- Fine Arts Museums of San Francisco: 10 Zeichnungen
- The Metropolitan Museum of Art (New York): 20 Zeichnungen
- Harvard University Art Museums, Massachusetts: 16 Zeichnungen